# بازی خرچنگ
بازی خرچنگ (انگلیسی: Crab Game) یک بازی ویدئویی رایگان جمعی است که توسط توسعه‌دهنده بازی ویدئویی مستقل نروژی به نام دنیل سومن، که به اختصار نیز به نام دنی شناخته می‌شود توسعه یافته و منتشر شده‌است. این بازی در ۲۹ اکتبر ۲۰۲۱ برای مایکروسافت ویندوز برروی استیم، مک‌اواس و لینوکس منتشر شد. این بازی بعدها برای مک‌اواس و لینوکس در استیم در تاریخ ۱۶ نوامبر منتشر شد. این بازی بر پایه مجموعه تلویزیونی نتفلیکس، بازی مرکب است. بازیکنان در مجموعه‌ای از مینی‌گیم‌ها رقابت می‌کنند تا آخرین نفر زنده باشند.

## گیم‌پلی
بازی خرچنگ یک بازی اول شخص چندنفره در حالت بتل رویال است که در آن بازیکنان در مینی‌گیم‌هایی که بر پایه بازی‌های کودکی هستند با یک دیگر رقابت می‌کنند. بازیکنان باید جلوی مردنشان را بگیرند و آخرین نفر زنده برای بردن جایزه پولی باشند هرچند اگر هیچ‌کس هم زنده نماد بازی به پایان می‌رسد. بازیکنان می‌توانند با ابزار مختلفی به یکدیگر حمله کنند، در نقشه‌ها و حالت‌های گوناگونی به رقابت بپردازند و در طول بازی با یکدیگر نیز می‌توانند ارتباط داشته باشند. با این وجود که بازی در ابتدا مینی‌گیم‌های بازی از بازی مرکب الهام گرفته بودند، با انتشار بروزرسانی‌ها بازی گسترش پیدا کرد تا بازی تنوعی از حالت‌ها و نقشه‌های ویژه خود بازی بدون ارتباط به بازی مرکب داشته باشد. بازیکنان می‌توانند سرورهای حداکثر ۵۰ نفری تشکیل دهند یا به سرورهای دیگری ملحق شوند.

## توسعه و عرضه
بازی خرچنگ در ابتدا تنها دو هفته برای پاسخی به محبوبیت بازی مرکب ساخته شد و اینگونه نام‌گذاری شد تا با نتفلیکس درگیری توقف و انصراف پیدا نکند. در ۲۹ اکتبر ۲۰۲۱، بازی خرچنگ برروی استیم برای مایکروسافت ویندوز عرضه شد. این بازی برروی سکوی ایچ برای مک‌اواس و لینوکس منتشر شد زیرا دنی از ثبات و کارآمدی آن‌ها مطمئن نبود و نمی‌توانست آن‌ها را تست کند. این بازی بعدها برروی سکوهای گفته شده در ۱۶ نوامبر در استیم منتشر شد. از زمان عرضه‌اش، بازی خرچنگ در حال دریافت بروزرسانی بوده‌است.

## بازخوردها
بازی خرچنگ هنگام عرضه‌اش به خوبی استقبال شد و به رتبه ۳۸٬۰۰۰ بازیکن در استیم و ۲۱۱٬۰۰۰ بازدید در توییچ رسید.
در ۲ نوامبر ۲۰۲۱، استریمر توییچ اکس‌کیوسی هنگام بازی کردن بازی خرچنگ قربانی یک حمله محروم‌سازی از سرویس شد که او را از اینترنت قطع کرد. چندین استریمر دیگر نیز مورد حمله قرار گرفتند. توسعه‌دهنده بازی، دنی تأیید کرد که مشکل به دلیل این است که هنگام کار کردن بازی نشانی آی‌پی بازیکنان را آزادانه نشان می‌دهد. او به بازیکنان توصیه کرد برای جلوگیری از حمله به سرورهای عمومی ملحث نشوند. این مشکل از آن زمان حل شده‌است.